# Another Day on Earth
Another Day on Earth è il venticinquesimo album in studio del musicista britannico Brian Eno, pubblicato nel 2005 dalla Hannibal Records.
Si tratta del primo disco vocale di Eno dopo oltre vent'anni.

## Tracce
1. This – 3:33
2. And Then So Clear – 5:49
3. A Long Way Down – 2:40
4. Going Unconscious – 4:22
5. Caught Between – 4:25
6. Passing Over – 4:25
7. How Many Worlds – 4:47
8. Bottomliners – 3:59
9. Just Another Day – 4:21
10. Under – 5:19
11. Bone Bomb – 3:09